# Two Worlds (ATB)
Two Worlds è il secondo album in studio del DJ tedesco ATB, pubblicato nel 2000.

## Tracce
Tutti i brani sono di André Tanneberger, tranne dove indicato.
Disco 1 - The World of Movement
1. See U Again – 6:35
2. Love Will Find You (ATB & Heather Nova) – 5:50 (Tanneberger, Heather Nova)
3. The Summer – 3:39
4. Lose the Gravity – 6:39
5. Feel You like a River (ATB & Heather Nova) – 3:48 (Tanneberger, Heather Nova)
6. The Fields of Love (featuring York) – 3:44 (Tanneberger, Torsten Stenzel)
7. Let You Go (ATB & Wild Strawberries) – 3:54 (Tanneberger, Ken Harrison, Robert Michaels)
8. Bring It Back – 4:52
9. Hypnotic Beach – 5:46
10. Fall Asleep – 5:05 (Tanneberger, Marcus Loeber)
11. Klangwelt – 7:17

Disco 2 - The Relaxing World
1. First Love – 6:21
2. Feel You – 3:58
3. The Summer (Ibiza Influence Version) – 5:19
4. Engrossing Moments – 3:41
5. Timeless – 4:54
6. Repulse – 2:31
7. Enigmatic Encounter (ATB & Enigma) – 4:39 (Tanneberger, Michael Cretu)
8. Sensuality – 3:53
9. Endless Silence – 4:05